# مونرو سالیزبوری
مونرو سالیزبوری (انگلیسی: Monroe Salisbury؛ ۸ مهٔ ۱۸۷۶ – ۷ اوت ۱۹۳۵) یک هنرپیشه اهل ایالات متحده آمریکا بود. وی بین سال‌های ۱۸۹۸ تا ۱۹۳۰ میلادی فعالیت می‌کرد.
وی بازیگر فیلم‌هایی همچون بربرها بوده است.